# Élections législatives de 1967 dans la Haute-Marne
Les élections législatives françaises de 1967 se déroulent les 5 et 12 mars 1967.  Dans le département de la Haute-Marne, deux députés sont à élire dans le cadre de deux circonscriptions.

## Élus
| Circonscription | Député sortant   | Parti | Parti   | Député élu ou réélu | Parti | Parti |
| --------------- | ---------------- | ----- | ------- | ------------------- | ----- | ----- |
| 1re             | Gabriel Bourgund |       | UNR-UDT | Jean Favre          |       | UD-Ve |
| 2e              | Jacques Delong   |       | UNR-UDT | Jacques Delong      |       | UD-Ve |

## Résultats

### Résultats à l'échelle du département
| Parti          | Parti                                           | Premier tour | Premier tour | Second tour | Second tour | Sièges |
| Parti          | Parti                                           | Voix         | %            | Voix        | %           | Sièges |
| -------------- | ----------------------------------------------- | ------------ | ------------ | ----------- | ----------- | ------ |
|                | Union des démocrates pour la Ve République      | 36 258       | 38,43        | 50 164      | 53,63       | 2      |
|                | Divers droite (gaulliste)                       | 5 475        | 5,80         | Retrait     | Retrait     | 0      |
|                | Union des républicains de progrès               | 41 733       | 44,23        | 50 164      | 53,63       | 2      |
|                |                                                 |              |              |             |             |        |
|                | Parti radical                                   | 22 323       | 23,66        | 25 672      | 27,45       | 0      |
|                | Fédération de la gauche démocrate et socialiste | 22 323       | 23,66        | 25 672      | 27,45       | 0      |
|                |                                                 |              |              |             |             |        |
|                | Parti communiste français                       | 17 748       | 18,81        | 17 697      | 18,92       | 0      |
|                | Progrès et démocratie moderne                   | 10 920       | 11,57        | Retrait     | Retrait     | 0      |
|                | Parti socialiste unifié                         | 1 627        | 1,72         |             |             | 0      |
|                |                                                 |              |              |             |             |        |
| Inscrits       | Inscrits                                        | 120 485      | 100,00       | 120 472     | 100,00      | 2      |
| Abstentions    | Abstentions                                     | 23 552       | 19,55        | 23 276      | 19,32       |        |
| Votants        | Votants                                         | 96 933       | 80,45        | 97 196      | 80,68       |        |
| Blancs et nuls | Blancs et nuls                                  | 2 582        | 2,66         | 3 663       | 3,77        |        |
| Exprimés       | Exprimés                                        | 94 351       | 97,34        | 93 533      | 96,23       |        |

### Résultats par circonscription

#### Première circonscription (Chaumont)
| Candidat       | Candidat         | Parti                     | Premier tour | Premier tour | Second tour | Second tour |  |
| Candidat       | Candidat         | Parti                     | Voix         | %            | Voix        | %           |  |
| -------------- | ---------------- | ------------------------- | ------------ | ------------ | ----------- | ----------- |  |
|                | Jean Favre élu   | UD-Ve                     | 17 781       | 34,87        | 26 040      | 50,36       |  |
|                | Marcel Baron     | FGDS (Radical)            | 15 282       | 29,97        | 25 672      | 49,64       |  |
|                | Pierre Chausset  | PCF                       | 5 904        | 11,58        | Retrait     | Retrait     |  |
|                | Bernard Masson   | Divers droite (Gaulliste) | 5 475        | 10,74        | Retrait     | Retrait     |  |
|                | Guy Sulter       | CD (PDM)                  | 4 916        | 9,64         |             |             |  |
|                | Bernard Weidmann | PSU                       | 1 627        | 3,19         |             |             |  |
|                |                  |                           |              |              |             |             |  |
| Inscrits       | Inscrits         | Inscrits                  | 65 441       | 100,00       | 65 431      | 100,00      |  |
| Abstentions    | Abstentions      | Abstentions               | 12 816       | 19,58        | 12 029      | 18,38       |  |
| Votants        | Votants          | Votants                   | 52 625       | 80,42        | 53 402      | 81,62       |  |
| Blancs et nuls | Blancs et nuls   | Blancs et nuls            | 1 640        | 3,12         | 1 690       | 3,16        |  |
| Exprimés       | Exprimés         | Exprimés                  | 50 985       | 96,88        | 51 712      | 96,84       |  |

#### Deuxième circonscription (Saint-Dizier)
| Candidat       | Candidat                     | Parti          | Premier tour | Premier tour | Second tour | Second tour |  |
| Candidat       | Candidat                     | Parti          | Voix         | %            | Voix        | %           |  |
| -------------- | ---------------------------- | -------------- | ------------ | ------------ | ----------- | ----------- |  |
|                | Jacques Delong sortant réélu | UD-Ve          | 18 477       | 42,61        | 24 124      | 57,68       |  |
|                | Marius Cartier               | PCF            | 11 844       | 27,31        | 17 697      | 42,32       |  |
|                | Robert Genest                | FGDS (Radical) | 7 041        | 16,24        | Retrait     | Retrait     |  |
|                | Raymond Hanin                | CD (PDM)       | 6 004        | 13,84        | Retrait     | Retrait     |  |
|                |                              |                |              |              |             |             |  |
| Inscrits       | Inscrits                     | Inscrits       | 55 044       | 100,00       | 55 041      | 100,00      |  |
| Abstentions    | Abstentions                  | Abstentions    | 10 736       | 19,5         | 11 247      | 20,43       |  |
| Votants        | Votants                      | Votants        | 44 308       | 80,5         | 43 794      | 79,57       |  |
| Blancs et nuls | Blancs et nuls               | Blancs et nuls | 942          | 2,13         | 1 973       | 4,51        |  |
| Exprimés       | Exprimés                     | Exprimés       | 43 366       | 97,87        | 41 821      | 95,49       |  |